# Marquesat de Puebla de Castro
Felip IV de Castella, en 1625, va elevar a condició de marquesat a l'antiga Baronia de Castro, carregant-ho en la vila Pobla de Castro. La primera titular del marquesat va ser Estefanía de Castro i Alagón, que va casar amb Martín de Alagón, segundón de la casa de Sástago. Heretarà el marquesat la filla Margarita de Castro i Alagón, qui amb motiu del seu matrimoni amb Francisco de Montcada, tercer marquès de Aytona, determinarà la pèrdua d'independència del títol, sumit en els de la casa de Medinaceli.